# Koło (gemeente)
De gemeente Koło is een landgemeente in het Poolse woiwodschap Groot-Polen, in powiat Kolski.
De zetel van de gemeente is in Koło.
Plaatsen in de gemeente Koło zijn Aleksandrówka, Borki, Chojny, Czołowo, Czołowo-Kolonia, Dąbrowa, Dzierawy, Kaczyniec, Kamień, Kiełczew Górny, Kiełczew Smużny Czwarty, Kiełczew Smużny Pierwszy, Leśnica, Lubiny, Lucjanowo, Mikołajówek, Ochle, Podlesie, Powiercie, Powiercie-Kolonia, Przybyłów, Ruchenna, Skobielice, Sokołowo, Stellutyszki, Wandynów, Wrząca Wielka, en Zawadka.
Op 30 juni 2006 telde de gemeente 6961 inwoners.

## Oppervlakte gegevens
In 2002 bedroeg de totale oppervlakte van gemeente Koło 101,88 km², waarvan:
- agrarisch gebied: 91%
- bossen: 4%

De gemeente beslaat 10,08% van de totale oppervlakte van de powiat.

## Demografie
Stand op 30 juni 2004:
| Omschrijving                   | Totaal | Totaal | Vrouwen | Vrouwen | Mannen | Mannen |
| ------------------------------ | ------ | ------ | ------- | ------- | ------ | ------ |
| eenheid                        | aantal | %      | aantal  | %       | aantal | %      |
| inwoners                       | 6952   | 100    | 3462    | 49,8    | 3490   | 50,2   |
| bevolkingsdichtheid (inw./km²) | 68,2   | 68,2   | 34      | 34      | 34,3   | 34,3   |

In 2002 bedroeg het gemiddelde inkomen per inwoner 1202,71 zł.

## Aangrenzende gemeenten
Babiak, Dąbie, Grzegorzew, Kościelec, Kramsk, Osiek Mały